# Binet-Simon-test
De Binet-Simon-test of de schaal van Binet-Simon is een intelligentietest ontwikkeld door de Franse psycholoog Alfred Binet (1857-1911), directeur van het psychofysiologisch instituut van de Universiteit van Parijs, en zijn assistent Théodore Simon (1873-1961).

## Geschiedenis
In verband met de onderwijshervorming gaf het Franse ministerie van Onderwijs in 1904 aan Alfred Binet de opdracht een methode te ontwikkelen om zwakke leerlingen te kunnen ontdekken, zodat hen extra begeleiding kon worden geboden. De eerste versie van de test werd in 1905 gepubliceerd, in de jaren erna werd hij nog enkele malen verbeterd.
De test bestaat uit een reeks van dertig vragen bedoeld om de geestelijke ontwikkeling van kinderen naar leeftijd te kunnen meten. Zo moet een kind van drie jaar zijn neus, mond en ogen kunnen aanwijzen, twee cijfers kunnen herhalen en zijn achternaam kunnen geven, een vierjarige drie cijfers kunnen herhalen, een vijfjarige ochtend, middag en avond kunnen onderscheiden, en een zesjarige zijn linkerhand van zijn rechter kunnen onderscheiden. Het IQ van het kind is in deze test de 'mentale' leeftijd gedeeld door de kalenderleeftijd, vermenigvuldigd met honderd. Een IQ van 100 duidt dan op een normale, gemiddelde geestelijke ontwikkeling, en hoe lager het getal, hoe zwakbegaafder het kind.
Ook in Nederland werd de Binet-Simon-test spoedig opgemerkt, onder meer door de Amsterdamse schoolarts Dirk Herderschêe (1877-1969). Aan de hand van Binets methode stelde hij een test op (Binet-Simon-Herderschêe) die van 1919 tot de jaren zestig in gebruik bleef. De meetmethode werd bijna overal in Nederland toegepast bij het onderzoek naar kandidaat-leerlingen voor het buitengewoon onderwijs.
In de Verenigde Staten werd de Binet-Simon-test verfijnd door de psycholoog Lewis Terman (1877-1956), werkzaam aan de Stanford-universiteit. Deze Stanford-Binet-test werd voor het eerst gepubliceerd in 1916.